# Burg Saint-Germain
Die Burg Saint-Germain (französisch Château de Saint-Germain, auch Tour Saint-Germain) ist die Ruine einer Höhenburg im Ortsteil Saint-Germain der Gemeinde Montjovet im Aostatal.

## Lage
Die Ruine liegt in einer Meereshöhe von 656 Metern auf einer Anhöhe über der Klamm der Dora Baltea. Sie sitzt auf einem Felsvorsprung aus Amphibolit, der in römischer Zeit Mons Iovis hieß und heute von der Mongiovetta/Montjovette, einem aus dem Fels gehauenen Abschnitt der Staatsstraße 26 begrenzt wird. Unter den Burgen des Aostatals gehört sie zusammen mit der Festung von Bard und dem Châtel-Argent zu den strategisch bedeutenderen: Ihre Lage erlaubte es ohne Schwierigkeiten, die Siedlung zu Füßen der Felsformation und das mittlere Aostatal zu kontrollieren und zu verteidigen. Auf halbem Wege an der Straße von Verrès nach Saint-Vincent gelegen und in Sichtverbindung mit dem Castello di Chenal ist die Burg Saint-Germain nur von der Nordseite des Felssporns von Montjovet aus zu erreichen. Heute ist es eine Ruine und Saint-Germain verhindert wegen Einsturzgefahr den Zugang zum Anwesen.

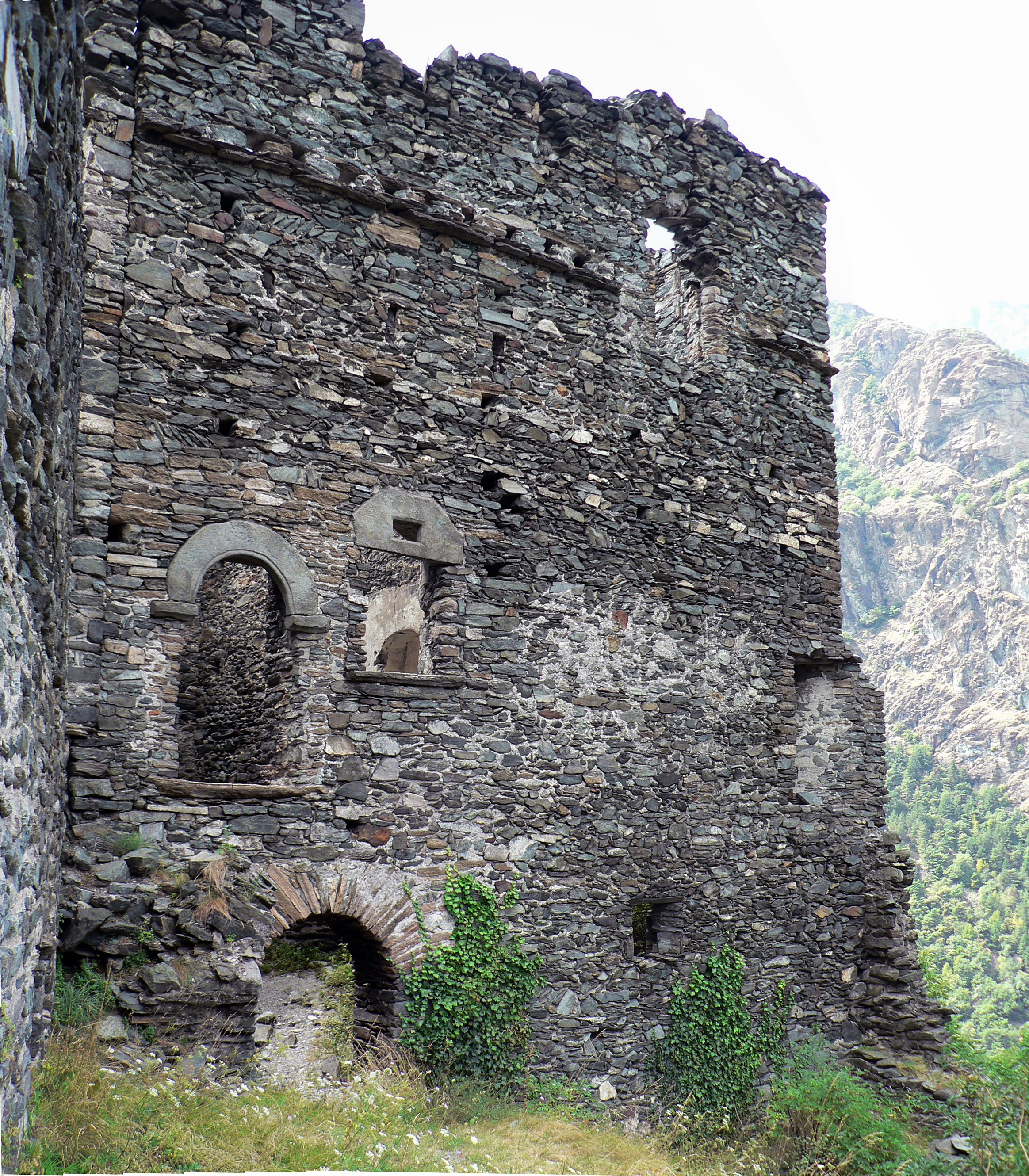
Pavillon an der Südwestecke
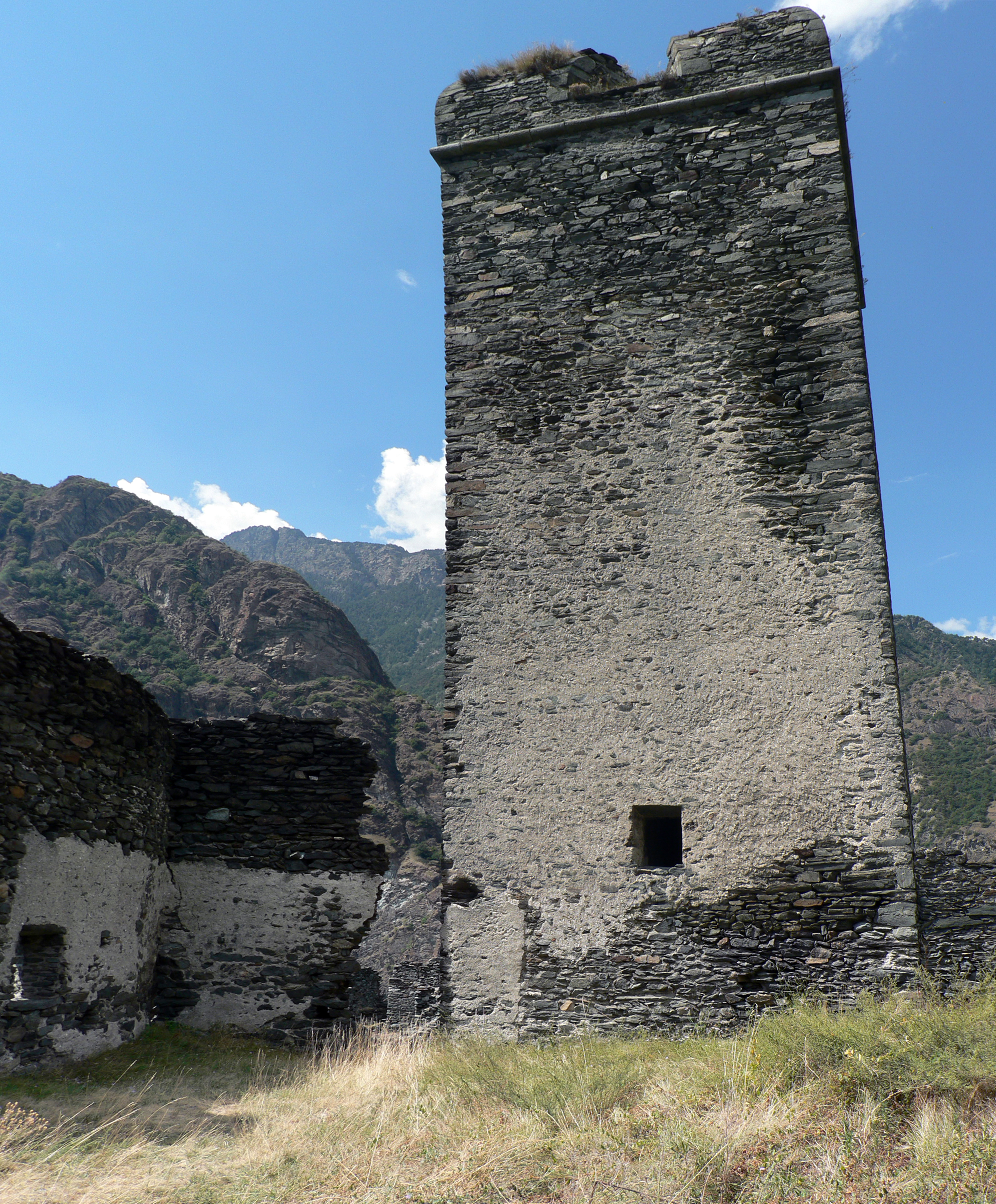
Südturm. Die Mauern im Inneren der Burg sind, wie die Bogengänge, aus grünem Amphibolit, der ursprünglich aus dem Ozean stammt.

## Beschreibung
Die Burg gehört zu den größeren Festungen des Aostatales und zeigt, auch wenn sie Spuren verschiedener Epochen aufweist, das typische Schema einer einfachen Festung des Aostatals, also einer mittelalterlichen Burg mit Bergfried in der Mitte, der 19 Meter hoch ist und eine Seitenlänge von 6 Metern hat, umgeben von einem imposanten Mauerring, an den in den folgenden Epochen weitere Baukörper und Mauern angebaut wurden. In diese ursprüngliche Anlage greift die Architektur im Stile der Renaissance ein. Um den Zugang auf der Nordseite zu erreichen, musste und muss man einen Weg gehen, der von oben leicht zu verteidigen war und ist.
Die Mauern, die sich auf einem Umfang von 200 Metern erstrecken, zeigen Steinbögen und große Fenster aus dem Mittelalter, während die Formteile aus Stein und die Verzierungen Umbauten im 16. Jahrhundert geschuldet sind. Man kann Wohnräume, Räume für die Garnison und Waffenkammern unterscheiden. Im Auftrag von Graf Amadeus VIII. von Savoyen und seinen Nachfolgern entstanden eine Renaissancebastion, die sich auf der Nordseite von den Mauern absetzt, und Verteidigungssysteme gegen Feuerwaffen.

Grundriss der Burg (Carlo Nigra).
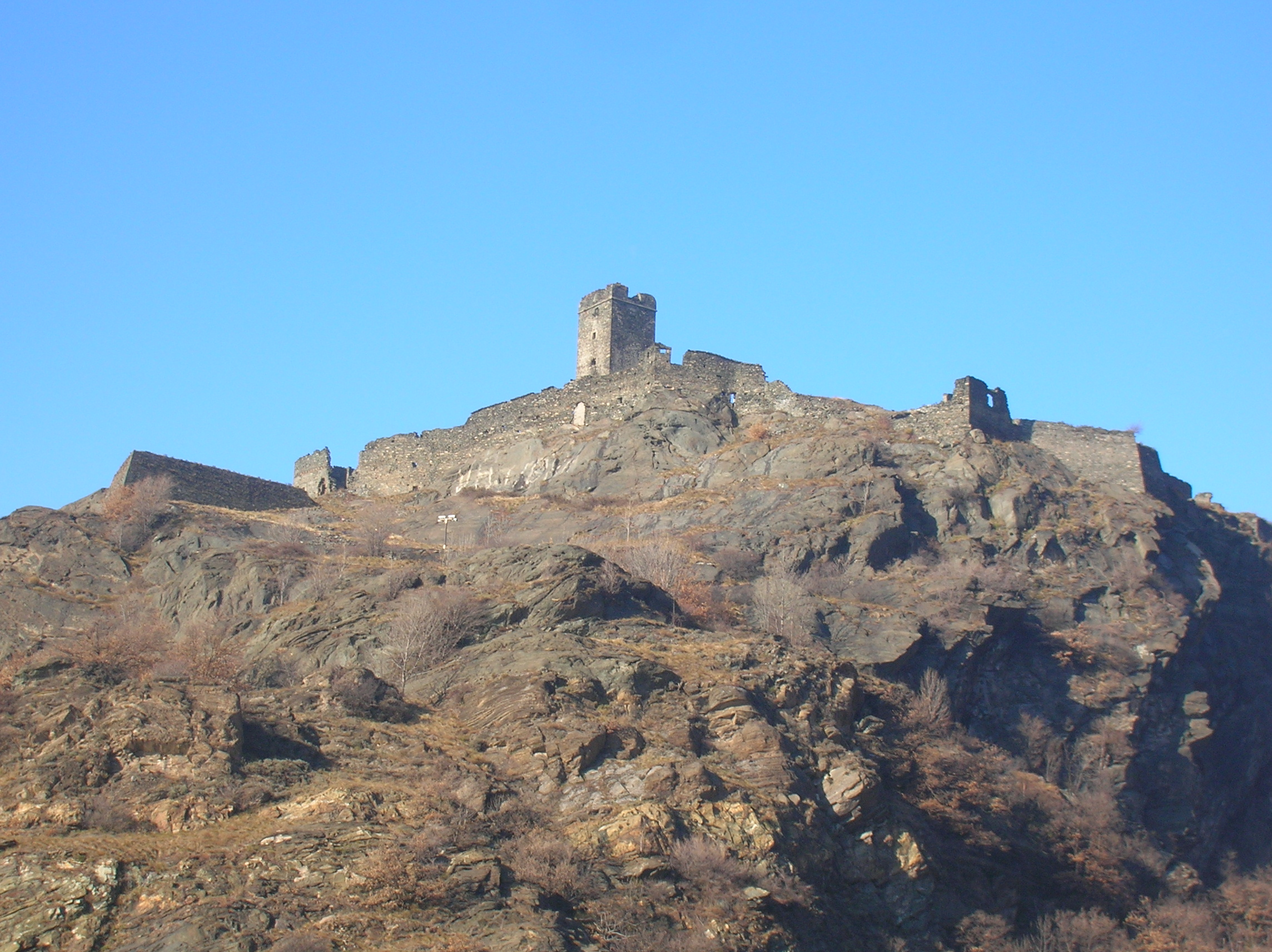
Südseite der Burg, von unten gesehen.
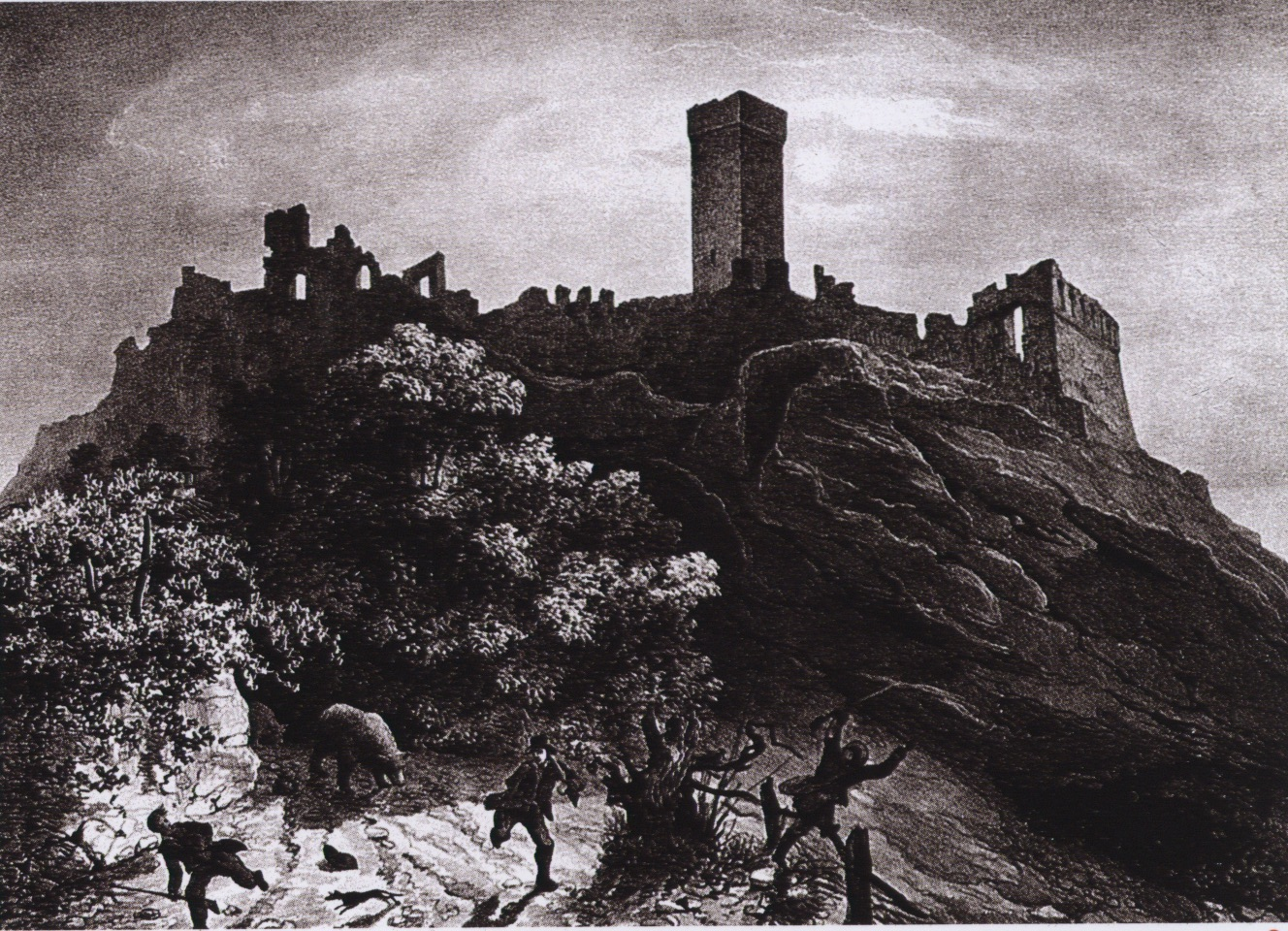
Die Burg in einer Lithographie von E. Gonin aus der Mitte des 19. Jahrhunderts.

## Geschichte
Die strategisch wichtige Lage des Felsvorsprungs von Montjovet (des antiken Mons Iovis), wurde seit der Antike genutzt; tatsächlich hat man an der Anhöhe, auf deren Gipfel heute die Burgruine steht, jungsteinzeitliche Überreste gefunden. Die Gegend wurde nacheinander von den Salassern und den Römern beherrscht, Völkern, die beide die Kommunikation durch Brieftauben und ein System von Lichtsignalen nutzten, das die Übertragung von Nachrichten von Festung zu Festung in kürzester Zeit erlaubte.
Die Burg Saint-Germain ließ De Mongioveto zwischen dem 11. und dem 12. Jahrhundert erbauen, vermutlich um die darunter verlaufende Straße zu kontrollieren und die Reisenden zur Zahlung von Wegezoll zu veranlassen. Aus dieser Zeit stammen der zentrale Bergfried und ein erster Mauerring, möglicherweise auf einem schon existierenden Bauwerk basierend. Insbesondere Feidino de Mongioveto scheint besonders hartnäckig gewesen zu sein, wenn er den Wegezoll forderte, sodass der Graf von Savoyen einen Vorwand hatte, die Festung zu erobern, und so den Schachzug wiederholte, den man schon bei der Festung von Bard gesehen hatte.
Die Burg Saint-Germain ging in den Besitz des Hauses Savoyen über, einigen Quellen zufolge um 1270, anderen Quellen zufolge im Jahre 1294. Feidino de Mongioveto erhielt im Tausch von den Savoyern die Herrschaft und das Landgut von Coazze im Sangonetal im Canavese, aber die Burg blieb nicht lange in den Händen der Savoyer. Das Lehen Montjovet und damit die Burg wurden Zeugen des Aufstiegs der Challants, als sie 1295 Eigentum der Familie wurden: Yblet I. von Challant, Statthalter von Amadeus V. von Savoyen, erhielt den Besitz daran gegen die Aufgabe der Vizegrafenwürde von Aosta.
Von der Burg war wieder 1377 zu hören, als Yblet de Challant dort den Bischof von Vercelli, Giovanni Fieschi, etwa ein Jahr lang gefangenhielt, um ihn zu zwingen, die Herrschaft über Biella an den Grafen von Savoyen abzugeben.
François de Challant, Berater des Grafen Amadeus VIII. von Savoyen, brachte die Burg 1438 in savoyische Hände zurück und gab die Herrschaft über Montjovet zusammen mit der Burg, den Ländereien und der Siedlung auf. Amadeus VIII. und seine Nachfolger trugen dazu bei, die Burg effizienter zu gestalten, indem sie auf neue militärische Techniken umstellten. Aus dieser Zeit stammen der neue Mauerring, die Standorte der Batterien, die Tourellen und die Standorte der Kanonen. Laut Giuseppe Giacosa waren auf der Burg ein Kastellan und zehn Soldaten stationiert.
1661 wurde die Burg auf Geheiß von Karl Emanuel II. von Savoyen aufgegeben und absichtsvoll abgerissen, damit sie nicht von Milizen anderer Herrscher besetzt werden konnte, während die Garnison auf die Festung von Bard transferiert wurde. Anfang des 18. Jahrhunderts verfiel die Burg endgültig zu Ruinen.
Heute gehört die Burg Saint-Germain der Region Aostatal.

### Die De Mongiovetos
Die De Mongiovetos waren eine Adelsfamilie, deren Spuren verlorengingen und die vermutlich mit der Familie der Chenals, Eigentümer des Castello di Chenal auf einem benachbarten Felsvorsprung, verbunden waren.
Eine Quelle von 1250 zitiert als Eigentümer der beiden Burgen einen gewissen Bermond de Montjovet (oder de Mongioveto), der sie nach und nach an seine Enkel vererbte.
1261 waren Philippe Bermond, genannt Feydin de Mongioveto (oder Feydinus Montsjoveti), und Yblet I. di Challant gemeinsam Eigentümer der Burg: Die feudale Ehrerbietung der beiden Adligen gegenüber Amadeus V. von Savoyen ist bezeugt.